# بونانزا
بونانزا (انگلیسی: Bonanza) یا ثروت بادآورده نام یک مجموعهٔ تلویزیونی وسترن آمریکایی است که از سال ۱۹۵۹ تا ۱۹۷۳ میلادی در ۱۴ فصل و ۴۳۱ قسمت، از شبکهٔ ان‌بی‌سی پخش شد.
این مجموعهٔ تلویزیونی، طولانی‌ترین سریال وسترن شبکهٔ تلویزیونیِ ان‌بی‌سی و همچنین دومین سریال وسترنِ طولانی‌قسمتِ در تاریخ ایالات متحده آمریکا (پس از سریال رادیویی-تلویزیونی دود اسلحه) محسوب می‌شود.
نام سریال از واژهٔ «بونانزا» وام گرفته شده است که در میان جویندگان فلزات گران‌بها و معدن‌چیان، به‌صورتِ اصطلاحی به‌معنایِ «رگهٔ بزرگی از سنگ‌های معدنیِ حاوی فلز» در معادن بکار می‌رفت. و اشاره‌ای به ماجرای واقعیِ اکتشاف رگه‌های سنگ معدن نقره در منطقهٔ «کامستاک» (در جبههٔ شرقی «کوه دیویدسن» در نوادا) نیز داشت. داستانِ مجموعه نیز، حول‌وحوش زندگیِ خانوادهٔ ثروتمند «کارت‌رایت» در شهر ویرجینیا سیتی (در تاریخی مابین ۱۸۶۱ تا ۱۸۶۷ میلادی) می‌گذرد.
در سال ۲۰۰۲ میلادی، این سریال در رتبهٔ ۴۳ام از فهرست «۵۰ سریال برتر تلویزیونی آمریکا در تمامی دوران» و همچنین در فهرست «۶۰ درام برتر تمام دوران» قرار گرفت.
این مجموعه تلویزیونی، در سال‌های ۱۳۵۲ تا ۱۳۵۷ خورشیدی، با دوبلهٔ فارسی از تلویزیون ملی ایران پخش شد.